# Premio Locus per il miglior romanzo fantasy
Il Premio Locus per il miglior romanzo fantasy è un premio letterario conferito con cadenza annuale della rivista mensile statunitense Locus, facente parte dei Premi Locus, consegnato dal 2006 all'Experience Music Project and Science Fiction Museum and Hall of Fame di Seattle.
Il premio viene consegnato con cadenza annuale dal 1980, ad eccezione del 1978, anno di introduzione del premio. La classifica avviene tramite votazione dei lettori per opere pubblicate l'anno precedente, tale modalità di attribuzione differenzia il premio da molti altri che, invece, vengono assegnati in base alle votazioni di una giuria di esperti del settore. Pur non avendo collegamenti con esso il premio Locus è stato sin dalla sua prima edizione pensato per dare indicazioni alla giuria del premio Hugo circa le opere maggiormente meritorie da premiare.
Il primo a ricevere il premio è stato J. R. R. Tolkien, per la sua opera Il Silmarillion, pubblicata postuma nel 1977 da Christopher Tolkien con la collaborazione di Guy Gavriel Kay. Nel corso dei 40 anni di edizione, 25 persone si sono aggiudicate il premio, tra queste figurano i pluripremiati Orson Scott Card, China Miéville e George R. R. Martin rispettivamente con quattro premi ciascuno, seguiti da Gene Wolfe e Neil Gaiman, con tre premiazioni.

## Regolamento
Aggiornato al 1º febbraio 2019
Ogni anno, sul sito ufficiale Locus e sulla rivista, in un'apposita sezione denominata Locus Poll and Survey viene pubblicato il regolamento seguito dall'apposita scheda per il voto, online o cartaceo, del concorso per i premi Locus. Il regolamento è inerente ai vincoli di voto per le opere apparse l'anno precedente. Al 49º concorso dei premi Locus (2019) sono presenti 16 differenti categorie. In ogni categoria possono essere votate fino a cinque opere o candidati, classificandoli da 1 (primo posto) fino a 5 (quinto posto).
Le opzioni di voto sono basate su un'apposita lista di letture raccomandate, facilitando enormemente il conteggio dei risultati, nonostante la lista, l'elettore può utilizzare delle apposite caselle di scrittura per votare altri titoli e candidati non elencati, in qualsiasi categoria. Non è possibile votare più di un'opera in una categoria con lo stesso rango (ad esempio, due selezioni classificate al 1º posto), se lo scrutinio evidenziasse delle anomalie oppure un doppio rango, i voti verranno ignorati in quella categoria. Non è possibile votare per la stessa opera più di una volta, eccetto il premio Locus per il miglior romanzo, che potrebbe anche essere indicato anche come premio Locus per la miglior opera prima.
A differenza dei premi Hugo e Nebula i premi Locus hanno requisiti di eleggibilità in qualche modo diversi, sono aperti a pubblicazioni o opere che sono apparse per la prima volta, in qualsiasi parte del mondo, durante l'anno solare, con un margine di preavviso per i piccoli editori o le pubblicazioni in ritardo. L'elettore ha la possibilità di lasciare alcune categorie vuote o di compilarle parzialmente, nonché quella di compilare l'intero sondaggio. La scadenza per i voti è sancita per il 15 aprile. Tutti i voti, sia degli abbonati che dei non abbonati, sono da considerarsi validi a condizione che vengano inclusi il nome, l'e-mail e le informazioni del sondaggio e non violino le regole di voto.

## Dal 1978 al 1989
| Vincitori del Premio Locus miglior romanzo fantasy |

| Anno | Fotografia vincitori | Vincitori e finalisti                      | Romanzo                       | Note     |
| ---- | -------------------- | ------------------------------------------ | ----------------------------- | -------- |
| 1978 |                      | J. R. R. Tolkien                           | Il Silmarillion               | [ N 1 ]  |
| 1978 | Fritz Leiber         | Nostra signora delle tenebre               |                               | [ N 1 ]  |
| 1978 | Stephen R. Donaldson | Le cronache di Thomas Covenant l'incredulo |                               | [ N 1 ]  |
| 1978 | Stephen King         | Shining                                    |                               | [ N 1 ]  |
| 1978 | Terry Brooks         | Shannara                                   |                               | [ N 1 ]  |
| 1980 |                      | Patricia A. McKillip                       | Arpista nel vento             | [ N 2 ]  |
| 1980 | Stephen King         | La zona morta                              |                               | [ N 2 ]  |
| 1980 | Samuel R. Delany     | Storie di Nevèrÿon                         |                               | [ N 2 ]  |
| 1980 | Piers Anthony        | Il castello di Roogna                      |                               | [ N 2 ]  |
| 1980 | Poul Anderson        | The Merman's Children                      |                               | [ N 2 ]  |
| 1981 |                      | Robert Silverberg                          | Il castello di Lord Valentine | [ N 3 ]  |
| 1981 | Gene Wolfe           | L'ombra del torturatore                    |                               | [ N 3 ]  |
| 1981 | Stephen R. Donaldson | Il sole ferito                             |                               | [ N 3 ]  |
| 1981 | Roger Zelazny        | Il segno del drago                         |                               | [ N 3 ]  |
| 1981 | Elizabeth A. Lynn    | The Northern Girl                          |                               | [ N 3 ]  |
| 1982 |                      | Gene Wolfe                                 | L'artiglio del conciliatore   | [ N 4 ]  |
| 1982 | John Crowley         | Little, Big                                |                               | [ N 4 ]  |
| 1982 | Roger Zelazny        | Terra di mutazioni                         |                               | [ N 4 ]  |
| 1982 | Michael Moorcock     | Il mastino della guerra                    |                               | [ N 4 ]  |
| 1982 | Robert Stallman      | The Captive                                |                               | [ N 4 ]  |
| 1983 |                      | Gene Wolfe                                 | La spada del Littore          | [ N 5 ]  |
| 1983 | Gene Wolfe           | La cittadella dell'Autarca                 |                               | [ N 5 ]  |
| 1983 | George R. R. Martin  | Il battello del delirio                    |                               | [ N 5 ]  |
| 1983 | Stephen R. Donaldson | L'albero magico                            |                               | [ N 5 ]  |
| 1983 | Philip K. Dick       | La trasmigrazione di Timothy Archer        |                               | [ N 5 ]  |
| 1984 |                      | Marion Zimmer Bradley                      | Le nebbie di Avalon           | [ N 6 ]  |
| 1984 | Tim Powers           | Le porte di Anubis                         |                               | [ N 6 ]  |
| 1984 | George R. R. Martin  | Armageddon Rag                             |                               | [ N 6 ]  |
| 1984 | Jack Vance           | Lyonesse                                   |                               | [ N 6 ]  |
| 1984 | Stephen R. Donaldson | L'oro bianco                               |                               | [ N 6 ]  |
| 1985 |                      | Robert A. Heinlein                         | Il pianeta del miraggio       | [ N 7 ]  |
| 1985 | R. A. MacAvoy        | Damiano’s Lute                             |                               | [ N 7 ]  |
| 1985 | R. A. MacAvoy        | Raphael                                    |                               | [ N 7 ]  |
| 1985 | Stephen King         | Il talismano                               |                               | [ N 7 ]  |
| 1985 | Greg Bear            | La melodia infinita                        |                               | [ N 7 ]  |
| 1986 |                      | Roger Zelazny                              | Ritorno ad Ambra              | [ N 8 ]  |
| 1986 | R. A. MacAvoy        | The Book of Kells                          |                               | [ N 8 ]  |
| 1986 | Barbara Hambly       | Dragonsbane                                |                               | [ N 8 ]  |
| 1986 | Anne Rice            | Scelti dalle tenebre                       |                               | [ N 8 ]  |
| 1986 | Jack Vance           | La perla verde''                           |                               | [ N 8 ]  |
| 1987 |                      | Gene Wolfe                                 | Il soldato della nebbia       | [ N 9 ]  |
| 1987 | Roger Zelazny        | Il sangue di Ambra                         |                               | [ N 9 ]  |
| 1987 | Stephen King         | It                                         |                               | [ N 9 ]  |
| 1987 | Theodore Sturgeon    | Godbody                                    |                               | [ N 9 ]  |
| 1987 | R. A. MacAvoy        | Twisting the Rope                          |                               | [ N 9 ]  |
| 1988 |                      | Orson Scott Card                           | Il settimo figlio             | [ N 10 ] |
| 1988 | Tim Powers           | Mari stregati                              |                               | [ N 10 ] |
| 1988 | Roger Zelazny        | Il segno del caos                          |                               | [ N 10 ] |
| 1988 | Clive Barker         | Il mondo in un tappeto                     |                               | [ N 10 ] |
| 1988 | Connie Willis        | Il sogno di Lincoln                        |                               | [ N 10 ] |
| 1989 |                      | Orson Scott Card                           | Il profeta dalla pelle rossa  | [ N 11 ] |
| 1989 | C. J. Cherryh        | Il Paladino                                |                               | [ N 11 ] |
| 1989 | Gene Wolfe           | Dimensioni proibite                        |                               | [ N 11 ] |
| 1989 | Michael Bishop       | Unicorn Mountain                           |                               | [ N 11 ] |
| 1989 | David Eddings        | Il re dei Murgos                           |                               | [ N 11 ] |

## Dal 1990 al 1999
| Anno | Fotografia vincitori         | Vincitori e finalisti               | Romanzo              | Note     |
| ---- | ---------------------------- | ----------------------------------- | -------------------- | -------- |
| 1990 |                              | Orson Scott Card                    | Alvin l'apprendista  | [ N 12 ] |
| 1990 | Tim Powers                   | Lamia                               |                      | [ N 12 ] |
| 1990 | Gene Wolfe                   | Il soldato dell'Arete               |                      | [ N 12 ] |
| 1990 | C. J. Cherryh                | Rusalka                             |                      | [ N 12 ] |
| 1990 | Bruce MacAllister            | Dreambaby                           |                      | [ N 12 ] |
| 1991 |                              | Ursula K. Le Guin                   | L'isola del drago    | [ N 13 ] |
| 1991 | Terry Pratchett, Neil Gaiman | Buona Apocalisse a tutti!           |                      | [ N 13 ] |
| 1991 | Guy Gavriel Kay              | Il paese delle due lune             |                      | [ N 13 ] |
| 1991 | James Morrow                 | Nel nome della figlia               |                      | [ N 13 ] |
| 1991 | Ellen Kushner                | Thomas the Rhymer                   |                      | [ N 13 ] |
| 1992 |                              | Sheri S. Tepper                     | Beauty               | [ N 14 ] |
| 1992 | Charles de Lint              | The Little Country                  |                      | [ N 14 ] |
| 1992 | Barry Hughart                | Eight Skilled Gentlemen             |                      | [ N 14 ] |
| 1992 | Ian McDonald                 | King of Morning, Queen of Day       |                      | [ N 14 ] |
| 1992 | Barbara Hambly               | The Rainbow Abyss                   |                      | [ N 14 ] |
| 1993 |                              | Tim Powers                          | L'ultima chiamata    | [ N 15 ] |
| 1993 | Lois McMaster Bujold         | L'anello dell'incantesimo           |                      | [ N 15 ] |
| 1993 | Jane Yolen                   | Briar Rose                          |                      | [ N 15 ] |
| 1993 | Guy Gavriel Kay              | A Song for Arbonne                  |                      | [ N 15 ] |
| 1993 | Geoff Ryman                  | Was                                 |                      | [ N 15 ] |
| 1994 |                              | Peter S. Beagle                     | The Innkeeper's Song | [ N 16 ] |
| 1994 | Michael Swanwick             | La figlia del drago di ferro        |                      | [ N 16 ] |
| 1994 | Tad Williams                 | La torre dell'angelo verde          |                      | [ N 16 ] |
| 1994 | Nina Kiriki Hoffman          | The Thread that Binds the Bone      |                      | [ N 16 ] |
| 1994 | Lisa Goldstein               | Strange Devices of the Sun and Moon |                      | [ N 16 ] |
| 1995 |                              | Michael Bishop                      | Fragili stagioni     | [ N 17 ] |
| 1995 | James Morrow                 | L'ultimo viaggio di Dio             |                      | [ N 17 ] |
| 1995 | Robert Jordan                | Il signore del caos                 |                      | [ N 17 ] |
| 1995 | Emma Bull                    | Finder                              |                      | [ N 17 ] |
| 1995 | Charles de Lint              | Memory & Dream                      |                      | [ N 17 ] |
| 1996 |                              | Orson Scott Card                    | Alvin Journeyman     | [ N 18 ] |
| 1996 | Elizabeth Hand               | Waking the Moon                     |                      | [ N 18 ] |
| 1996 | C. J. Cherryh                | Fortress in the Eye of Time         |                      | [ N 18 ] |
| 1996 | Guy Gavriel Kay              | The Lions of Al-Rassan              |                      | [ N 18 ] |
| 1996 | Sean Stewart                 | Resurrection Man                    |                      | [ N 18 ] |
| 1997 |                              | George R. R. Martin                 | Il gioco del trono   | [ N 19 ] |
| 1997 | Bradley Dent                 | Lunatic                             |                      | [ N 19 ] |
| 1997 | Patricia A. McKillip         | Winter Rose                         |                      | [ N 19 ] |
| 1997 | James Morrow                 | Abaddon                             |                      | [ N 19 ] |
| 1997 | Robin Hobb                   | L'assassino di corte                |                      | [ N 19 ] |
| 1998 |                              | Tim Powers                          | Earthquake Weather   | [ N 20 ] |
| 1998 | Michael Swanwick             | Jack Faust                          |                      | [ N 20 ] |
| 1998 | Walter Jon Williams          | Città di fuoco                      |                      | [ N 20 ] |
| 1998 | Stephen King                 | La sfera del buio                   |                      | [ N 20 ] |
| 1998 | Robin Hobb                   | Il viaggio dell'assassino           |                      | [ N 20 ] |
| 1999 |                              | George R. R. Martin                 | Lo scontro dei re    | [ N 21 ] |
| 1999 | Neil Gaiman                  | Stardust                            |                      | [ N 21 ] |
| 1999 | Sean Stewart                 | Mockingbird                         |                      | [ N 21 ] |
| 1999 | Orson Scott Card             | Heartfire                           |                      | [ N 21 ] |
| 1999 | C. J. Cherryh                | Fortress of Eagles                  |                      | [ N 21 ] |

## Dal 2000 al 2009
| Anno | Fotografia vincitori | Vincitori e finalisti       | Romanzo                                  | Note     |
| ---- | -------------------- | --------------------------- | ---------------------------------------- | -------- |
| 2000 |                      | J. K. Rowling               | Harry Potter e il prigioniero di Azkaban | [ N 22 ] |
| 2000 | Terry Pratchett      | The Fifth Elephant          |                                          | [ N 22 ] |
| 2000 | C. J. Cherryh        | Fortress of Owls            |                                          | [ N 22 ] |
| 2000 | Lisa Goldstein       | Dark Cities Underground     |                                          | [ N 22 ] |
| 2000 | Peter S. Beagle      | Tamsin                      |                                          | [ N 22 ] |
| 2001 |                      | George R. R. Martin         | Tempesta di spade                        | [ N 23 ] |
| 2001 | Tim Powers           | Declare                     |                                          | [ N 23 ] |
| 2001 | Philip Pullman       | Il cannocchiale d'ambra     |                                          | [ N 23 ] |
| 2001 | China Miéville       | Perdido Street Station      |                                          | [ N 23 ] |
| 2001 | Mary Gentle          | Ash. Una storia segreta     |                                          | [ N 23 ] |
| 2002 |                      | Neil Gaiman                 | American Gods                            | [ N 24 ] |
| 2002 | Ursula K. Le Guin    | I venti di Earthsea         |                                          | [ N 24 ] |
| 2002 | Lois McMaster Bujold | L'ombra della maledizione   |                                          | [ N 24 ] |
| 2002 | Jonathan Carroll     | Il mare di legno            |                                          | [ N 24 ] |
| 2002 | Terry Pratchett      | Thief of Time               |                                          | [ N 24 ] |
| 2003 |                      | China Miéville              | La città delle navi                      | [ N 25 ] |
| 2003 | Terry Pratchett      | Night Watch                 |                                          | [ N 25 ] |
| 2003 | Dan Simmons          | L'inverno della paura       |                                          | [ N 25 ] |
| 2003 | Jonathan Carroll     | Mele Bianche                |                                          | [ N 25 ] |
| 2003 | Jacqueline Carey     | La prescelta e l'erede      |                                          | [ N 25 ] |
| 2004 |                      | Lois McMaster Bujold        | La messaggera delle anime                | [ N 26 ] |
| 2004 | Terry Pratchett      | Monstrous Regiment          |                                          | [ N 26 ] |
| 2004 | Ian R. MacLeod       | The Light Ages              |                                          | [ N 26 ] |
| 2004 | Stephen King         | I lupi del Calla            |                                          | [ N 26 ] |
| 2004 | Mary Gentle          | 1610: A Sundial in a Grave  |                                          | [ N 26 ] |
| 2005 |                      | China Miéville              | Il treno degli dèi                       | [ N 27 ] |
| 2005 | Gene Wolfe           | The Wizard Knight           |                                          | [ N 27 ] |
| 2005 | Terry Pratchett      | Going                       |                                          | [ N 27 ] |
| 2005 | Stephen King         | La canzone di Susannah      |                                          | [ N 27 ] |
| 2005 | Charles Stross       | The Family Trade            |                                          | [ N 27 ] |
| 2006 |                      | Neil Gaiman                 | I ragazzi di Anansi                      | [ N 28 ] |
| 2006 | George R. R. Martin  | Il banchetto dei corvi      |                                          | [ N 28 ] |
| 2006 | Lois McMaster Bujold | L'incantesimo dello spirito |                                          | [ N 28 ] |
| 2006 | Cory Doctorow        | Anime nel futuro            |                                          | [ N 28 ] |
| 2006 | Terry Pratchett      | Thud!                       |                                          | [ N 28 ] |
| 2007 |                      | Ellen Kushner               | The Privilege of the Sword               | [ N 29 ] |
| 2007 | Charles Stross       | The Jennifer Morgue         |                                          | [ N 29 ] |
| 2007 | James Morrow         | The Last Witchfinder        |                                          | [ N 29 ] |
| 2007 | Gene Wolfe           | Soldier of Sidon            |                                          | [ N 29 ] |
| 2007 | Tim Powers           | Three Days to Never         |                                          | [ N 29 ] |
| 2008 |                      | Terry Pratchett             | Making Money                             | [ N 30 ] |
| 2008 | Guy Gavriel Kay      | Ysabel                      |                                          | [ N 30 ] |
| 2008 | Gene Wolfe           | Pirate Freedom              |                                          | [ N 30 ] |
| 2008 | Emma Bull            | Territory                   |                                          | [ N 30 ] |
| 2008 | John Crowley         | Endless Things              |                                          | [ N 30 ] |
| 2009 |                      | Ursula K. Le Guin           | Lavinia                                  | [ N 31 ] |
| 2009 | Michael Swanwick     | I draghi di Babele          |                                          | [ N 31 ] |
| 2009 | Gene Wolfe           | An Evil Guest               |                                          | [ N 31 ] |
| 2009 | Jeffrey Ford         | The Shadow Year             |                                          | [ N 31 ] |
| 2009 | Patricia A. McKillip | The Bell at Sealey Head     |                                          | [ N 31 ] |

## Dal 2010 al 2019
| Anno | Fotografia vincitori   | Vincitori e finalisti                         | Romanzo                       | Note     |
| ---- | ---------------------- | --------------------------------------------- | ----------------------------- | -------- |
| 2010 |                        | China Miéville                                | La città e la città           | [ N 32 ] |
| 2010 | Terry Pratchett        | Unseen Academicals                            |                               | [ N 32 ] |
| 2010 | Dan Simmons            | Drood                                         |                               | [ N 32 ] |
| 2010 | Catherynne M. Valente  | Palimpsest                                    |                               | [ N 32 ] |
| 2010 | Jeff VanderMeer        | Finch                                         |                               | [ N 32 ] |
| 2011 |                        | China Miéville                                | La fine di tutte le cose      | [ N 33 ] |
| 2011 | Guy Gavriel Kay        | La rinascita di Shen Tai                      |                               | [ N 33 ] |
| 2011 | Charles Stross         | The Fuller Memorandum                         |                               | [ N 33 ] |
| 2011 | Gene Wolfe             | The Sorcerer’s House                          |                               | [ N 33 ] |
| 2011 | Nnedi Okorafor         | Who Fears Death                               |                               | [ N 33 ] |
| 2012 |                        | George R. R. Martin                           | Una danza con i draghi        | [ N 34 ] |
| 2012 | Jo Walton              | Among Others                                  |                               | [ N 34 ] |
| 2012 | Terry Pratchett        | Snuff                                         |                               | [ N 34 ] |
| 2012 | Patrick Rothfuss       | La paura del saggio                           |                               | [ N 34 ] |
| 2012 | Catherynne M. Valente  | Deathless                                     |                               | [ N 34 ] |
| 2013 |                        | Charles Stross                                | The Apocalypse Codex          | [ N 35 ] |
| 2013 | Caitlin R. Kiernan     | The Drowning Girl                             |                               | [ N 35 ] |
| 2013 | Tim Powers             | La tomba proibita                             |                               | [ N 35 ] |
| 2013 | N.K. Jemisin           | The Killing Moon                              |                               | [ N 35 ] |
| 2013 | Mary Robinette Kowal   | Glamour in Glass                              |                               | [ N 35 ] |
| 2014 |                        | Neil Gaiman                                   | L'oceano in fondo al sentiero | [ N 36 ] |
| 2014 | Joe Hill               | NOS4A2                                        |                               | [ N 36 ] |
| 2014 | Scott Lynch            | The Republic of Thieves                       |                               | [ N 36 ] |
| 2014 | Guy Gavriel Kay        | River of Stars                                |                               | [ N 36 ] |
| 2014 | Stephen King           | Doctor Sleep                                  |                               | [ N 36 ] |
| 2015 |                        | Sarah Monette                                 | The Goblin Emperor            | [ N 37 ] |
| 2015 | Robert Jackson Bennett | City of Stairs                                |                               | [ N 37 ] |
| 2015 | Kameron Hurley         | The Mirror Empire                             |                               | [ N 37 ] |
| 2015 | Elizabeth Bear         | The Steles of the Sky                         |                               | [ N 37 ] |
| 2015 | Lev Grossman           | The Magician’s Land                           |                               | [ N 37 ] |
| 2016 |                        | Naomi Novik                                   | Cuore oscuro                  | [ N 38 ] |
| 2016 | N. K. Jemisin          | La quinta stagione                            |                               | [ N 38 ] |
| 2016 | Elizabeth Bear         | Karen Memory                                  |                               | [ N 38 ] |
| 2016 | Aliette de Bodard      | The House of Shattered Wings                  |                               | [ N 38 ] |
| 2016 | Elizabeth Hand         | Wylding Hall                                  |                               | [ N 38 ] |
| 2017 |                        | Charlie Jane Anders                           | All the Birds in the Sky      | [ N 39 ] |
| 2017 | N. K. Jemisin          | The Obelisk Gate                              |                               | [ N 39 ] |
| 2017 | Ken Liu                | The Wall of Storms                            |                               | [ N 39 ] |
| 2017 | Charles Stross         | The Nightmare Stacks                          |                               | [ N 39 ] |
| 2017 | Guy Gavriel Kay        | Children of Earth and Sky                     |                               | [ N 39 ] |
| 2018 |                        | N. K. Jemisin                                 | Il cielo di pietra            | [ N 40 ] |
| 2018 | Robert Jackson Bennett | City of Miracle                               |                               | [ N 40 ] |
| 2018 | Fran Wilde             | Horizon                                       |                               | [ N 40 ] |
| 2018 | Fonda Lee              | Jade City                                     |                               | [ N 40 ] |
| 2018 | John Crowley           | Ka Dar Oakley in the Ruin of Ymr              |                               | [ N 40 ] |
| 2019 |                        | Naomi Novik                                   | Spinning Silver               | [ N 41 ] |
| 2019 | Ben Aaronovitch        | Lies Sleeping                                 |                               | [ N 41 ] |
| 2019 | Robert Jackson Bennett | Foundryside                                   |                               | [ N 41 ] |
| 2019 | Seth Dickinson         | The Monster Baru Cormorant                    |                               | [ N 41 ] |
| 2019 | Ruthanna Emrys         | Deep Roots                                    |                               | [ N 41 ] |
| 2019 | Jeffrey Ford           | Ahab’s Return                                 |                               | [ N 41 ] |
| 2019 | Theodora Goss          | European Travel for the Monstrous Gentlewoman |                               | [ N 41 ] |
| 2019 | Maria Dahvana Headley  | The Mere Wife                                 |                               | [ N 41 ] |
| 2019 | T. Kingfisher          | The Wonder Engine                             |                               | [ N 41 ] |
| 2019 | Molly Tanzer           | Creatures of Want and Ruin                    |                               | [ N 41 ] |

## Dal 2020 a oggi
| Anno | Fotografia vincitori | Vincitori e finalisti                        | Romanzo    | Note     |
| ---- | -------------------- | -------------------------------------------- | ---------- | -------- |
| 2020 |                      | Seanan McGuire                               | Middlegame | [ N 42 ] |
| 2020 | Ann Leckie           | The Raven Tower                              |            | [ N 42 ] |
| 2020 | Silvia Moreno-Garcia | Gods of Jade and Shadow                      |            | [ N 42 ] |
| 2020 | Rebecca Roanhorse    | Storm of Locusts                             |            | [ N 42 ] |
| 2020 | Fonda Lee            | Jade War                                     |            | [ N 42 ] |
| 2020 | Michael Swanwick     | The Iron Dragon's Mother                     |            | [ N 42 ] |
| 2020 | Leigh Bardugo        | Ninth House                                  |            | [ N 42 ] |
| 2020 | Jeff VanderMeer      | Dead Astronauts                              |            | [ N 42 ] |
| 2020 | Guy Gavriel Kay      | A Brightness Long Ago                        |            | [ N 42 ] |
| 2020 | Erin Morgenstern     | The Starless Sea                             |            | [ N 42 ] |
| 2020 | Aliette de Bodard    | The House of Sundering Flames                |            | [ N 42 ] |
| 2020 | Joe Abercrombie      | A Little Hatred                              |            | [ N 42 ] |
| 2020 | G. Willow Wilson     | The Bird King                                |            | [ N 42 ] |
| 2020 | Zen Cho              | The True Queen                               |            | [ N 42 ] |
| 2020 | Jo Walton            | Lent                                         |            | [ N 42 ] |
| 2020 | Elizabeth Bear       | The Red-Stained Wings                        |            | [ N 42 ] |
| 2020 | Theodora Goss        | The Sinister Mystery of the Mesmerizing Girl |            | [ N 42 ] |
| 2020 | K. J. Parker         | Sixteen Ways to Defend a Walled City         |            | [ N 42 ] |
| 2020 | Lisa Goldstein       | Ivory Apples                                 |            | [ N 42 ] |
| 2020 | Nina Allan           | The Dollmaker                                |            | [ N 42 ] |
| 2020 | Helen Oyeyemi        | Gingerbread                                  |            | [ N 42 ] |
| 2020 | Laurie J. Marks      | Air Logic                                    |            | [ N 42 ] |
| 2020 | Karen Lord           | Unraveling                                   |            | [ N 42 ] |

## Plurivincitori
La tabella sottostante indica in ordine gli scrittori pluripremiati del Premio Locus per il miglior romanzo fantasy.
| Vincitore           | Vittorie | Anni                   | 2º posto | Anni             | 3º posto | Anni                    |
| ------------------- | -------- | ---------------------- | -------- | ---------------- | -------- | ----------------------- |
| Orson Scott Card    | 4        | 1988, 1989, 1990, 1996 | 0        |                  | 0        |                         |
| China Miéville      | 4        | 2003, 2005, 2010, 2011 | 0        |                  | 0        |                         |
| George R. R. Martin | 4        | 1997, 1999, 2001, 2012 | 1        | 2006             | 2        | 1983, 1984              |
| Gene Wolfe          | 3        | 1982, 1983, 1987       | 3        | 1981, 1983, 2005 | 4        | 1989, 1990, 2008, 2009, |
| Neil Gaiman         | 3        | 2002, 2006, 2014       | 2        | 1991*, 1999      | 0        |                         |
| Ursula K. Le Guin   | 2        | 1991, 2009             | 1        | 2002             | 0        |                         |

### Annotazioni
1. ↑  Premio Locus romanzo fantasy 1978[5][6][7]
2. ↑  Premio Locus romanzo fantasy 1980[8][9][10]
3. ↑  Premio Locus romanzo fantasy 1981[11][12][13]
4. ↑  Premio Locus romanzo fantasy 1982[14][15][16]
5. ↑  Premio Locus romanzo fantasy 1983[17][18][19]
6. ↑  Premio Locus romanzo fantasy 1984[20][21][22]
7. ↑  Premio Locus romanzo fantasy 1985[23][24][25]
8. ↑  Premio Locus romanzo fantasy 1986[26][27][28]
9. ↑  Premio Locus romanzo fantasy 1987[29][30][31]
10. ↑  Premio Locus romanzo fantasy 1988[32][33][34]
11. ↑  Premio Locus romanzo fantasy 1989[35][36][37]
12. ↑  Premio Locus romanzo fantasy 1990[38][39][40]
13. ↑  Premio Locus romanzo fantasy 1991[41][42][43]
14. ↑  Premio Locus romanzo fantasy 1992[44][45][46]
15. ↑  Premio Locus romanzo fantasy 1993[47][48][49]
16. ↑  Premio Locus romanzo fantasy 1994[50][51][52]
17. ↑  Premio Locus romanzo fantasy 1995[53][54][55]
18. ↑  Premio Locus romanzo fantasy 1996[56][57][58]
19. ↑  Premio Locus romanzo fantasy 1997[59][60][61]
20. ↑  Premio Locus romanzo fantasy 1998[62][63][64]
21. ↑  Premio Locus romanzo fantasy 1999[65][66][67]
22. ↑  Premio Locus romanzo fantasy 2000[68][69][70]
23. ↑  Premio Locus romanzo fantasy 2001[71][72][73]
24. ↑  Premio Locus romanzo fantasy 2002[74][75][76]
25. ↑  Premio Locus romanzo fantasy 2003[77][78][79]
26. ↑  Premio Locus romanzo fantasy 2004[80][81][82]
27. ↑  Premio Locus romanzo fantasy 2005[83][84][85]
28. ↑  Premio Locus romanzo fantasy 2006[86][87][88]
29. ↑  Premio Locus romanzo fantasy 2007[89][90][91]
30. ↑  Premio Locus romanzo fantasy 2008[92][93][94]
31. ↑  Premio Locus romanzo fantasy 2009[95][96][97]
32. ↑  Premio Locus romanzo fantasy 2010[98][99][100]
33. ↑  Premio Locus romanzo fantasy 2011[101][102][103]
34. ↑  Premio Locus romanzo fantasy 2012[104][105][106]
35. ↑  Premio Locus romanzo fantasy 2013[107][108][109]
36. ↑  Premio Locus romanzo fantasy 2014[110][111][112]
37. ↑  Premio Locus romanzo fantasy 2015[113][114][115]
38. ↑  Premio Locus romanzo fantasy 2016[116][117][118]
39. ↑  Premio Locus romanzo fantasy 2017[119][120][121]
40. ↑  Premio Locus romanzo fantasy 2018[122][123][124]
41. ↑  Premio Locus romanzo fantasy 2019[125] [126]
42. ↑  Premio Locus romanzo fantasy 2020[127][128][129]